# Celestino Aós Braco
Celestino Aós Braco (Artaiz, 1945. április 6. –) chilei kapucinus szerzetes, római katolikus pap, a Santiago de Chile-i főegyházmegye nyugalmazott érseke, bíboros. 2014 és 2019 között a Copiapói egyházmegye püspöke volt. 2020-ban kreálták bíborossá.

## A kezdetek
A spanyolországi Artaizban, Navarra tartományban született. Filozófiát Zaragozában, teológiát pedig Pamplonában tanult. Első szerzetesi fogadalmát 1964. augusztus 15-én Sangüesa-ban tette le, örökfogadalmát pedig 1967. szeptember 16-án Pamplonában. 1968. március 30-án szentelték pappá. Ezt követően Spanyolországban teljesített szolgálatot.
Pszichológiából szerzett diplomát a Barcelonai Egyetemen 1980-ban. 1980-1981-ben ösztöndíjjal pszichológiai kutatásokat végzett a Chilei Pápai Egyetemen. Spanyolországba visszatérve Pamplonában professzor volt, majd Zaragozában plébános. 1983-ban áthelyezték Chilébe, ahol a Linaresi egyházmegye Longaví településén plébánosnak nevezték ki. Két évvel később a Los Ángeles-i kapucinus közösség elöljárójává választották, majd áthelyezték Recróba (Viña del Mar) és a Valparaísói egyházmegye megszentelt életért felelős püspöki helynöke lett. További tisztségei közé tartozott a chilei kapucinusok gazdasági provinciálisa, a Valparaísói egyházmegyei bíróság és a Concepción egyházi bíróság bírája, valamint a chilei kánonjogi egyesület kincstárnoka.
2007-ben, amikor Valparaisóban az igazságszolgáltatás előmozdítója volt, meghallgatta, de „hiteltelennek” ítélte egy volt szeminarista szexuális visszaélésről szóló panaszát, amelyet a szeminárium egykori rektora ellen tett, és a szeminarista nem nyújtott be hivatalos panaszt, hogy nyomást gyakoroljon az ügyre.

## Püspök
Ferenc pápa 2014. július 25-én a Copiapói egyházmegye püspökévé nevezte ki, püspökké szentelte október 18-án Ivo Scapolo chilei apostoli nuncius.
2019. március 23-án Ferenc pápa kinevezte őt a Santiago de Chile-i főegyházmegye apostoli kormányzójává és Aós másnap egy ottani szentmisén vette át feladatait.

2019. április 18-án Aós Braco legalább két embertől megtagadta az áldozást, akik letérdeltek, hogy részesüljenek benne, bár a normák szerint az áldozók állhatnak vagy térdelhetnek. Egy héttel később azonban megáldoztatott térdelő embereket. Egy interjúban azt mondta:
Az áldozás nem egyszerűen Istennel, hanem a közösséggel való egyesülés. Van egy spanyol mondás, amely így szól: „Ahová mész, tedd, amit látsz.” Ha olyan helyre megyek, ahol mindenki térden állva áldozik, én is így teszek. És ha mindenki állva áldozik, az is normális. Egy héttel később, amikor az Irgalmasság Szentélyében misét celebráltam, voltak, akik állva, mások térdelve áldoztak. Hiszem, hogy Jézus Krisztus ott van a szentostyában, akár állva, akár térdelve áldoztunk. Akkoriban volt egy reakció, néhányan azt mondtáj, hogy megaláztam [ezeket az embereket] azzal, hogy megkértem őket, hogy álljanak fel. Ha megalázva érezték magukat, bocsánatot kérek, nem ez volt a szándék. De az incidens ellenére nyugodt vagyok.

## Érsek
2019. december 27-én Ferenc pápa a Santiago de Chile-i főegyházmegye érsekévé nevezte ki. Aós Braco érseki beiktatásakor, 2020. január 11-én tüntetők egy kisebb csoportja gázpalackokat gyújtott a székesegyházban a folyamatban lévő kormányellenes tüntetések részeként, célba véve őt, mint „az ország legmagasabb katolikus tekintélyét a hallgatása és a kormánnyal való cinkossága miatt.”

## Bíboros
2020. október 25-én Ferenc pápa bejelentette, hogy a 2020. november 28-ra tervezett konzisztóriumon bíborosi rangra emeli. Ezen a konzisztóriumon Ferenc pápa a Santi Nereo e Achilleo templomot jelölte ki címtemplomául.
2020. december 16-án a Latin-amerikai Pápai Bizottság, 2021. szeptember 29-én a Katolikus Nevelésügyi Kongregáció, 2022. június 1-jén az Istentiszteleti és Szentségi Fegyelmi Kongregáció, 2023. február 18-án pedig a Kulturális és Nevelési Dikasztérium tagjává nevezték ki.
Ferenc pápa 2023. október 25-én elfogadta lemondását érseki tisztségéről.

## Címer
|                     | Jelmondat: AMAR Y SERVIR Szeretni és szolgálni |
| Korábbi változatok: |                                                |